# Bukówek (przystanek kolejowy)
Bukówek – zamknięty w sierpniu 1989 roku przystanek osobowy, a dawniej stacja kolejowa w Bukówku, w gminie Środa Śląska, w powiecie średzkim, w województwie dolnośląskim, w Polsce. Został otwarty w dniu 1 września 1895 roku.